# 月田镇
月田镇，位于湖南省岳阳市岳阳县东部。镇人民政府驻岳阳县月田毛家村州上。
镇区处湘鄂两省边界，岳阳、平江、通城三县交界处，铁山水库上游。省道S306线贯穿其境。
境内以山地丘陵为主，矿藏有长石矿与高岭土等。新墙河支流沙港河为境内主要水系。

## 沿革
- 1929年，属黄岸镇
- 1931年，属岳阳县六区(黄岸市区)
- 1947年，设三庆乡
- 1950年，属岳阳县七区(黄岸市区)
- 1952年，属岳阳县十三区(黄岸市区)
- 1961年，设岳阳县月田区，辖月田、稻田、黄岸、湾头、花苗五个公社
- 1968年，月田区分为月田、黄岸、花苗三个公社
- 1984年，实行区、乡、村建制，月田区辖月田、黄岸、花苗三个乡
- 1995年，月田、黄岸、花苗三个乡合并为月田镇

## 行政区划
月田镇辖55个自然村，1个居委会。
月田社区、红光村、韩塅村、钟山村、柏树村、大坪村、白石村、花苗村、金塘村、改港村、谢家村、上坪村、口前村、何塅村、江先村、洞口村、甘溪村、月形村、陈伏村、马家村、文昌村、庙田村、邓谷村、上庄村、大陂村、大界村、杨林村、半洞村、牛黄村、福洞村、王段村、毛家村、徐中村、三让村、许家村、孙家村、余家村、茨洞村、新庄村、西田村、王龙村、大桥村、上洞村、苏段村、大洲村、湾头村、刘庙村、双江村、稻田村、东元村、赵洞村、国庆村、道院村、伏马村、高雅村和塘坳村。